# Snobs
Snobs er en amerikansk stumfilm fra 1915 af Oscar Apfel.

## Medvirkende
- Victor Moore som Henry Disney.
- Anita King som Ethel Hamilton.
- Ernest Joy som Mr. Phipps.
- Constance Johnson som Laura Phipps.
- Florence Dagmar.